# 청주향교
청주향교(淸州鄕校)는 충청북도 청주시 상당구에 있는 향교이다. 1977년 12월 6일 충청북도의 유형문화재 제39호로 지정되었다.

## 참고 자료
- 청주향교 - 국가유산청 국가유산포털